# Música de Kenya
La música de Kenya comprèn un vast panorama de gèneres de música tradicional associables a les nombroses ètnies del país, però també moltes formes de música pop, entre les quals destaca el benga.

## Música tradicional
Cadascuna de les nombrosíssimes ètnies de Kenya té la seva pròpia tradició musical. L'occidentalització de Kenya i la difusió de gèneres populars importats (sobretot el gospel) ha contribuït en declinar d'aquestes tradicions, que avui estan representades sobretot a les zones rurals i en pobles tradicionalment més aïllats, com els mijikenda o els turkana.
En general, la música tradicional kenyana emfatitza les percussions, usades sovint en ensemble que donen lloc a ritmes i poliritmes complexos. A la rítmica s'acompanyen sovint cants estructurats, en els quals el cor i els solistes interactuen seguint una varietat d'esquemes recurrents; aquests van del difundidíssim crida i resposta (comuna també a la música centreafricana i d'Àfrica oriental) a solucions més elaborades, igual que les "competicions" de solistes dels massais o el pakruok dels Luo, en les quals a la meitat de la cançó la música disminueix i es baixa de tonalitat, i els cors deixen el lloc a un solista. La música dels pobles costaners o de les illes, igual que els Taarab, es nodreix de la influència de la música àrab i índia.
Igual que en gran part d'Àfrica, la música kenyana és en general concebuda com a activitat física i està estretament relacionada amb la dansa.

### Rol social
Igual que ocorre normalment en Àfrica subsahariana, la música tradicional a Kenya és gairebé sempre interpretada com a acompanyament d'esdeveniments o activitats socials (ritus religiosos, cerimònies polítiques, festes, competicions esportives, o també el treball diari). La música luo, per exemple, comprèn una vasta gamma de subgèneres associats a diversos moments de la vida del llogaret: el teo buru es toca en els funerals, el dudu a les festes de la cervesa, el nyawawa en diversos ritus religiosos i durant les pràctiques endevinatòries. Els bajuni, en canvi, són coneguts per les work song amb les quals les dones marquen el ritme del treball en els camps.
Sovint, diversos gèneres de música i de dansa estan reservats a determinades franges d'edats; entre els Akamba, per exemple, els joves es dediquen a una dansa acrobàtica trucada mbeni, i existeixen balls diferents per als adults (per exemple el kilumi) i per als ancians (el kyaa). Els instruments es reserven generalment als homes, però amb algunes excepcions; per exemple, entre els akamba està difós un tipus de tambor que generalment toca una dona posat a cavall sobre la caixa de ressonància.

### Instruments tradicionals
En la música kenyana predominen les percussions, en particular els tambors típics de les cultures bantú. Bastant difosos són també els cordòfons: els luo, per exemple, tenen el nyatiti (una lira a vuit cordes) i la orutu (un violí); l'instrument típic dels Gusii és un enorme llaüt anomenat okobano; els borana toquen una guitarra anomenada chamonge. Alguns instruments de corda estan realitzats de manera insòlita; els Gusii, per exemple, toquen un instrument la caixa del qual de ressonància està constituïda per un forat en el sòl cobert d'una pell de cabra estirada; la pell està folrada i una corda està fixada a les vores del fòrum, en tensió. Menys importants, però difosos en diverses ètnies, són els instruments de vent, que comprenen diversos tipus de trompes, flauta i trompeta.
En alguns pobles la música és completament o gairebé completament vocal, en particular quan el pes i el volum dels instruments musicals estarien en conflicte amb un estil de vida nòmada o seminòmada. Els massais, per exemple, no tenen cap instrument musical; els complexos cors polifònics compleixen també amb la funció de secció rítmica. També tenen poca importància els instruments pels samburu (que usen només senzills zufoli i un instrument semblant a una guitarra) i els turkana (que usen gairebé exclusivament un instrument de vent realitzat amb una banya de kudú).

## Música popular
L'instrument predominant de la música pop kenyana moderna és la guitarra elèctrica, usada sobretot com a instrument rítmic, acompanyada de baix i percussió. Igual que en la música tradicional, els ritmes del pop keniata són sovint molt complexos.
La història de la música pop keniata ha estat extensament influïda per la música de països veïns, sobretot del Congo i en menor mesura de Tanzània. El gènere més típicament keniata és el benga, que es va assentar en els anys seixanta.

### Orígens de la música pop kenyana
El fet que l'instrument predominant de la música lleugera kenyana sigui la guitarra té una clara justificació històrica; aquest instrument, de fet, es va difondre a Kenya ja en el segle xix, molt abans que en altres regions d'Àfrica.
La música popular moderna es va desenvolupar primer a les zones amb forta presència europea, com l'àrea de Mombasa, on ja en les primeres dècades del segle xx existien locals de ball amb músics africans. El primer grup musical que va obtenir èxit a nivell nacional va ser la Rhino Band, formada durant la Segona Guerra Mundial per acompanyar i entretenir a la massa militar dels King's African Rifles. Els músics del grup (en part keniatas i en part ugandeses) de seguida van fundar altres bandes d'èxit, com els Kiko Kids.
En els anys cinquanta es va formar una veritable i pròpia indústria discografica local, dotada de moderns estudis d'enregistrament i en condicions de crear un mercat de la música pop. Fundi Konde, un dels guitarristes keniates més famosos (juntament amb Paul Mwachupa i Lukas Tututu) va exercir un paper pioner en el desenvolupament d'aquest negoci.

### Finger-stylecongolès (anys 1950)
En els primers anys 1950 van començar a difondre's a Kenya enregistraments de grans guitarristes congolesos com Edouard Massengo i Jean-Bosco Mwenda. L'estil de Mwenda, conegut com a finger-style, va influir en molts músics keniatas. El finger-style rep el nom d'una tècnica guitarrista que consisteix a tocar les cordes amb el polze i l'índex; a la guitarra l'acompanya en general un petit grup d'instruments, en els quals una segona guitarra segueix a la primera amb línies rítmiques sincopades sobre tonalitats més baixes.

### Benga (anys 1960 i 1970)
En els anys seixanta, el finger-style va perdre popularitat, minada pel sorgiment del benga, un gènere musical que unia elements del kwela i del soukous (una variant de la rumba originària del Congo). Bressol de la música benga, i lloc de la seva màxima difusió, va ser la zona del llac Victòria. Entre els grups de major èxit d'aquest període es poden citar els Equator Sound Band i els Shirati Jazz; tots dos van contribuir a definir i innovar el gènere. Altres grups molt populars, com els Hodi Boys i els Air Festa, tocaven gairebé exclusivament versions en estil benga de cançons congoleses, britàniques o nord-americanes.
El benga va ser el gènere predominant també en la dècada successiva, adquirint definitivament el rol de gènere pop nacional: encara avui, per "benga" s'entén de vegades tota la música pop keniata successiva als anys 1960. Entre els artistes que en els anys 1970 van contribuir a innovar el gènere es poden citar els Victoria Jazz, els Victoria Kings, la Continental Luo Sweet Band i la Luna Kidi Band.

#### Benga ètnic
En el període de màxima esplendor del benga, alguns artistes van adaptar aquest estil a la tradició del seu propi grup etnico, donant origen a subgèneres diferents. Particularment coneguts van ser el benga desenvolupat pel poble Kamba i el desenvolupat pel poble Kĩkũiũ. El "pop kamba" va tenir el seu període de fortuna en els anys 1970; entre els artistes més representatius es poden citar Els Kilimambogo Brothers Band, Kalambya Boys & Kalambya Sisters i Peter Mwambi & His Kyanganga Boys. La música pop kikuyu es va desenvolupar a cavall entre els anys 1960 i 1970; es distingeix de la resta de la música keniata sobretot per la presència significativa de segones veus femenines. Un estel del pop Kikuyu va ser Joseph Kamaru, que amb el seu èxit Celina (1967) va donar origen al gènere. Molt influent sobre l'evolució del benga va ser també l'obra del músic kikuyu Daniel Kamau.

### Pop suahili i pop congolès (anys 1980-1990)
A partir dels anys setanta, es van assentar a Kenya dos gèneres de pop dominats per artistes estrangers, el pop suajili(o swahili sound) i el pop congolès (o congolese sound). Tots dos estan basats en la rumba. El pop suahili és més lent i utilitza més freqüentment el suahili o una llengua semblant anomenada taiti. En els anys setanta i anys vuitanta els grups de major èxit a Kenya eren els congolesos, com l'Orquestra Virunga i els Super Mazembe. Els artistes de pop suajili de major èxit, com els Arusha Jazz (després anomenats Simba Wanyika Band) eren en canvi originaris de Tanzània.

### Hotel pop(anys 1980-avui)
Un sector econòmicament important de la música pop keniata està constituït pel denominat hotel pop; es tracta d'artistes que s'exhibeixen sobretot en hotels, llogarets de vacances i estructures semblants, i tenen un repertori específicament pensat per entretenir als turistes. En general reinterpreten música pop internacional, o toquen clàssics de la música africana com Malaika, però alguns d'ells també han escrit cançons pròpies que s'han fet conegudes. Els dos principals grups de hotel pop de l'escena moderna són la Safari Sound Band i els Them Mushrooms (actius des de 1987 a la zona de Nairobi).

### Tendències actuals
Igual que en altres regions d'Àfrica, les noves generacions de músics keniatas són sobretot influïdes pel hip-hop i el reggae.